# 国立療養所長島愛生園
国立療養所長島愛生園（こくりつりょうようじょ ながしまあいせいえん、National Sanatorium Nagashima Aiseien）は、岡山県瀬戸内市邑久町虫明 に位置する国立ハンセン病療養所。瀬戸内海にある長島の島内にある。

## 沿革
- 1930年 - 国立らい療養所として発足
- 1938年 - 邑久光明園が大阪市から当園の隣に移設
- 1946年 - 「国立らい療養所長島愛生園」から「国立療養所長島愛生園」へ改称
- 1952年 - 長島愛生園附属准看護婦養成所開設
- 1955年 - 岡山県立邑久高等学校の分校として「新良田教室」が開校[1]
- 1976年9月12日 - 台風17号の集中豪雨により、がけ崩れなどの被害[2]
- 1987年 - 新良田教室が閉校[1]
- 1996年4月1日 - らい予防法廃止

## 施設
診療部門
- 診療科
- 薬剤科
- 放射線科
- 検査科
- 理学療法室
- 歯科技工室
- 義肢装具室

看護部門
- 病棟
- 治療棟
- 不自由者棟

事務部門
学校
- 長島愛生園附属看護学校
- 岡山県立邑久高等学校新良田教室（普通科4年制）

## 住所
岡山県瀬戸内市邑久町虫明6539

## 交通
- 東備バス
- 岡山ブルーライン
- 岡山県道224号瀬西大寺線

## 文化財
2018年に旧事務本館（現在の歴史館）・旧収容所・旧日出会館・旧洗濯場・園長宿舎が邑久光明園と共に国の登録有形文化財に登録された。